# Cançoner musical de Barcelona
El Cançoner musical de Barcelona és una col·lecció de 122 obres manuscrites poeticomusicals en llatí i castellà copiades entre la dècada del 1510 i el 1530.
És un dels pocs cançoners medievals conservats amb la notació musical. S'ha relacionat la confecció del cançoner amb la família Cardona, hereva del patrimoni de la casa ducal d'Empúries. L'obra permet conèixer les obres dels compositors de polifonia vocal més coneguts en aquell moment. L'obra és el manuscrit 454 de la Biblioteca de Catalunya.
Hi ha 98 obres en llatí i 24 en castellà. Les nadales religioses són d'autors hispànics i neerlandesos i les obres profanes d'Anchueta, Lope de Baena, Fletxa el Vell o Pastrana, entre d'altres.